# رايشسبورج كوخم

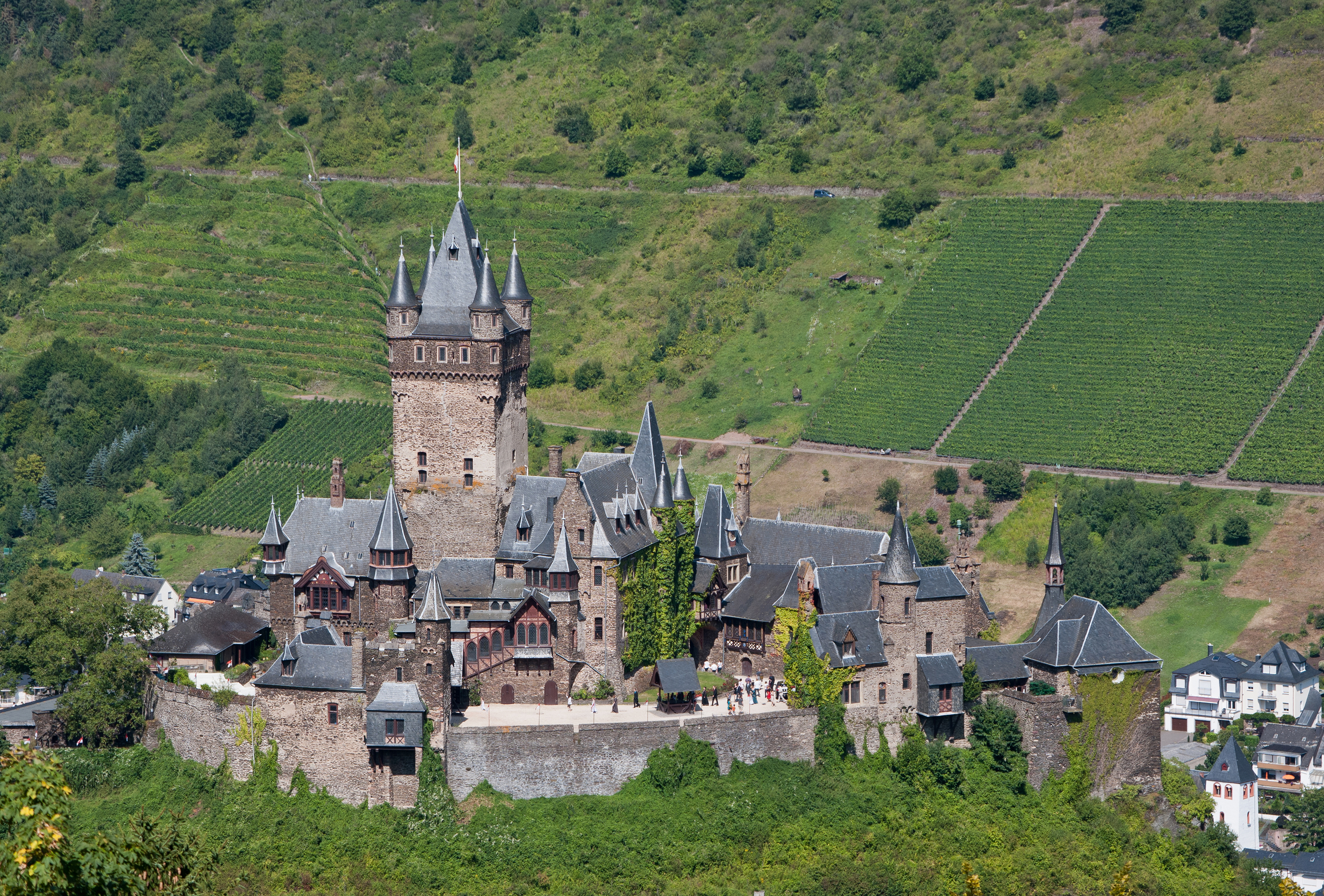
Reichsburg (2012)

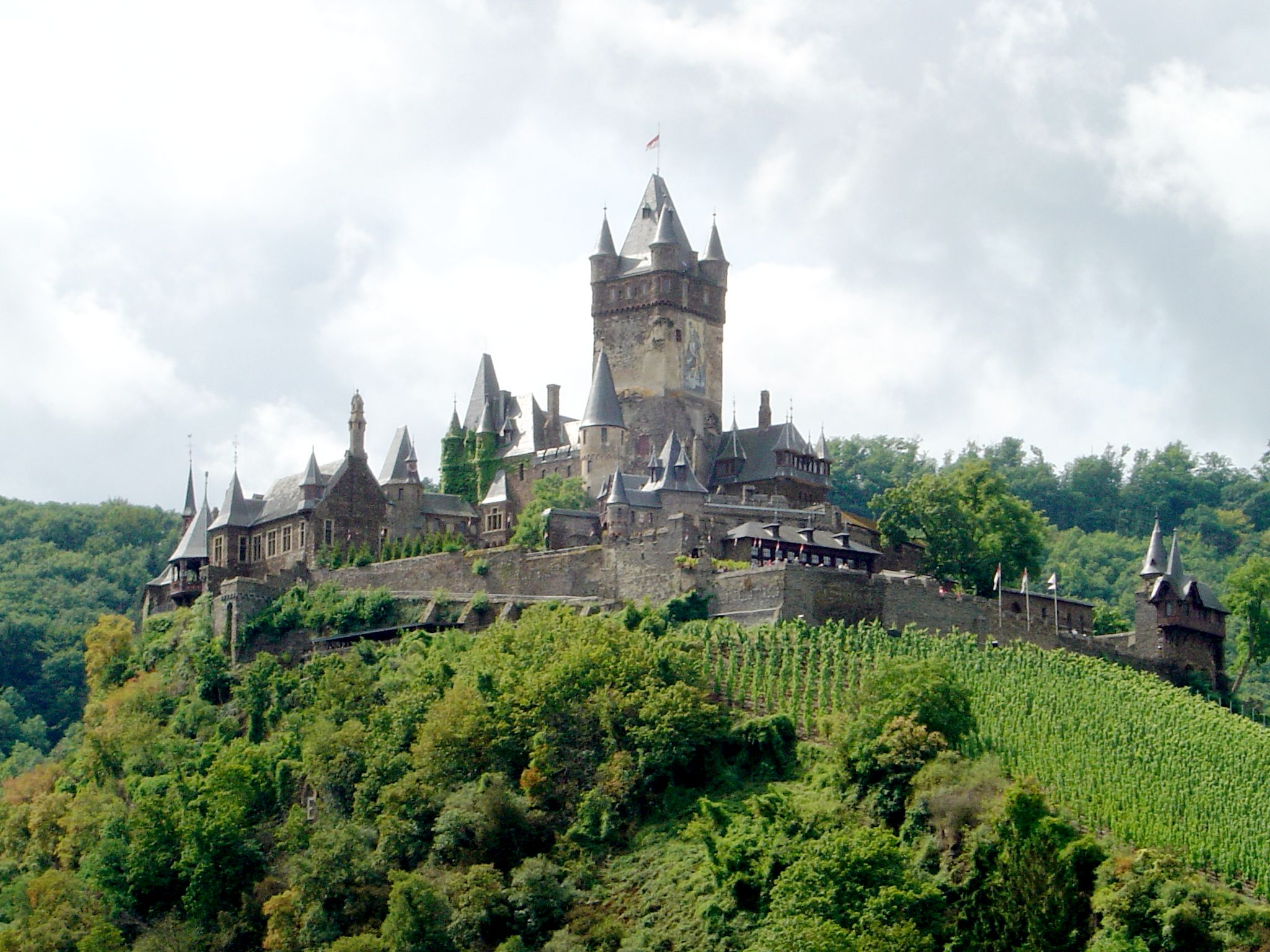
Reichsburg Cochem (2006)

رابشسبورج كوخم (بالألمانية: Reichsburg Cochem)
هي قلعة في مدينة كوخم الألمانية، تقع على نهر الموزيل في ولاية راينلند بالاتينات. وهي رمز مدينة كوخم أو كوخيم، وتري من النهر على قمة جبل على ارتفاع 100 متر. استخدمت القلعة خلال العصور الوسطى لجمع الجمارك من السفن التي كانت تمر عليها بين جنوب ألمانيا وشمالها الغربي. وهي تعتبر نموذجا للقلاع التي كانت تبنى على الممرات المائية في ألمانيا بغرض جمع الجمارك على البضائع المتنقلة عبرها. يرجع تاريخها إلى نحو 1100 بعد الميلاد أو الخمسين سنة الأولى من القارن الثاني عشر.
هدمها الفرنسيون في القرن 17، ثم اشتراها أحد التجار من برلين ويدعى «لويس جاك رافينيه» وأعاد بنائها خلال الأعوام 1868 - 1877 . بذلك تعتبر قلعة رايشسبورج كوخم نموذجا للقلاع المبنية على الطراز الغوتيك الجديد. سجلتها ولاية راينلند بالاتينات في قائمة التراث الألماني واصبحت من الآثار والمعالم السياحية الألمانية، ويزوروها مئات الآلاف من السياح في كل عام. 

## تاريخها
ذكرت قلعة رايشسبورج كوخم لأول مرة في وثائق من عام 1130 . وقد احتلها الملك كونراد الثالث في عام 1151 واعلنها كقلعة لملكته. وحاصرها بعد ذلك الجيش الفرنسي في عهد الملك لودفيج الرابع عشر واحتلها في عام 1689 ودمرها. بقيت القلعة مدمرة لفترة طويلة حتى قام تاجر من برلين «لويس رافينيه» لتكون مقرا صيفيا له ولعائلته. ثم ارغمه النازيون على بيعها في عام 1942 لتكون مقرا للتدريب القضاة خلال الحرب. ثم أصبحت في حيازة مدينة كوخم في عام 1978 التي عهد بهعا إلى شركة سياحية «رايشسبورج المساهمة المحدودة». القلعة من التراث الألماني الواجب المحافظة عليه.
القلعة بعد أن قام «رافينيه» بإعادة بنائها فبناها على طراز الفن القوطي الجديد، بها قاعة رئيسية تسمى «قاعة الفرسان» وهي مزينة بلوحات الفسيفساء واصبحت متحفا. يعرض بها ملابس الفرسان وأسلحتهم من العصور الوسطى وأثات. يزورها السياح من كل أنحاء العالم وعلى الاخص أثناء أشهر الصيف جمال الطبيعة الخضراء. تشتهر المنطقة بالعنب والنبيذ وأنواع كثيرة من الجبن، كما يحب الناس السياحة النهرية إليها.

## اقرأ أيضا
- ألمانيا
- كولونيا
- ماينس
- نهر الموزيل